# Otello (film 1909)
Otello è un cortometraggio del 1909 diretto da Ugo Falena e Gerolamo Lo Savio.

## Curiosità
Durante la lavorazione del film accadde un fatto tra il boccaccesco e il divertente. Lo racconta il produttore Adolfo Re Riccardi:

"Ma il ricordo più vivo e più comico di quelle giornate laboriose, eccolo:
si doveva girare un quadro nel quale Desdemona curva ed appoggiata al parapetto di un ponticello, sorvegliava Jago che doveva passare in gondola sotto il ponte.
Desdemona era, l'ho detto, la bellissima Vittoria Lepanto.
Un imberbe giovinetto, tutto azzimato ed elegante, cercava di attirare su di sé l'attenzione della magnifica attrice, che, vestita regalmente di broccato in argento e oro, giustificava pienamente l'ammirazione dei curiosi.
La Lepanto saliva tranquilla la scala che conduceva al ponticello senza accorgersi, o fingendo di non accorgersi, dell'ignoto adoratore.
Eccoti che quando l'attrice si curva sul parapetto del ponte, il giovinetto imberbe e intraprendente si arma di coraggio e, per quanto pregato di non intromettersi nel quadro, le passa rasente e le regala una improvvisata toccatina sotto la schiena... prominente.
La Lepanto si volta ad un tratto e sferra un sonoro schiaffo al troppo audace ammiratore.
Il malconsigliato, per vendicarsi, esclama con piglio insolente: "Cosa g'ala? In fin dei conti la xè gente da teatro...".
Non l'avesse mai detto!
La toccatina imprudente era affare che riguardava l'attrice soltanto, ma la impertinente giustificazione offendeva tutta la classe.
Fu un attimo: Ferruccio Garavaglia (Otello) e Angelo Pezzaglia (il Doge), come se avessero ricevuto un comando, afferrano il leggiadro giovinetto l'uno sotto l'ascella destra, l'altro sotto la sinistra, lo sollevano di peso (erano due giganti) e lo proiettano nel canale sottostante fra gli applausi consenzienti della folla che aveva seguita la scena e intuita la ragione del castigo.
Il bell'imbusto annaspò con alcune bracciate gli scalini di una porta prospiciente il canale: l'operatore girò la manovella per consacrare l'episodio ad aeternum rei memoriam e Desdemona fu vendicata".